# Прапор Гришківців
Прапор Гришківців затверджений рішенням Гришківецької селищної ради.

## Опис прапора
Квадратне синє полотнище, посередині нижньої третини білий голуб, що летить. Угорі над ним жовте шістнадцятипроменеве сонце.